# Adalbert iz Egmonda
Sveti Adalbert Egmondski (imenovan tudi Æthelberht  Egmondski) (umrl okoli 710 v Egmondu) je bil northumbrijski anglosaški misijonar. Bil je eden od spremljevalcev svetega Willibrorda pri oznanjevanju evangelija v  Holandiji in v Friziji.

## Biografija
Adalbert (ali Æthelberht) naj bi bil rojen v Northumbriji, član Northumbrijske kraljeve družine. Po nekaterih virih je Adalbert študiral na Rath Melsigi) na Irskem pri Egbertu. Okoli leta 690 je šel pomagat Willibrordu  (ki je bil tudi v Rath Melsigi) na misijonskem področju v Friziji. Po Alkuinovem Vita Willibrordi archiepiscopi Traiectensis iz poznega osmega stoletja so pristali blizu Domburga.
Adelbert je postal povezan zlasti z Egmondom. Postal je naddiakon nedavno takrat ustanovljenega svetega sedeža v Utrechtu in umrl v Egmundu okoli leta 740 po n.š. Tam je bil pokopan in poročali so o čudežih na njegovem grobu, nad katerim so zgradili cerkev. Adalbert naj bi obvaroval naselbino Egmond pred pirati tako, da je vzdolž obale povzročil meglo.

## Čaščenje
Neprekinjen spomin nanj temelji predvsem na ustanovitvi benediktinskega samostana Opatije Egmond, prvega v deželi, ki ga je približno dvesto let kasneje ustanovil holandski grof Dirk I. Zahodnofrizijski (ali Holandski), katerega pokrovitelj je bil Adalbert. Vita je bila naročena šele v 990. letih, čemur gre pripisati pomanjkanje konkretnih dejstev. Adalbertove relikvije so za čaščenje prenesli v novozgrajeno opatijo (sprva ženski samostan). Po reformaciji in uničenju opatije so jih ohranili v Haarlemu. Kult je bil ponovno vzpostavljen, ko je bila opatija ponovno ustanovljena leta 1935, relikvije pa so bile tja vrnjene leta 1984. Pod velikim oltarjem je ohranjena tudi svetnikova lobanja, skrbno restavrirana. Njegov praznik je 25. junij.